# 准喀尔黄芩
准喀尔黄芩（学名：Scutellaria soongorica），为唇形科黄芩属下的一个植物种。